# Kreis 6 (Stadt Zürich)
Der Kreis 6 ist ein nördlich der Altstadt, rechtsseitig der Limmat liegender Stadtkreis der Stadt Zürich. Er umfasst die 1893 in die Stadt eingemeindeten Quartiere Oberstrass und Unterstrass.

## Geschichte
Der Kreis 6 ist 1913 im Rahmen einer Revision der Stadtkreise entstanden. Vorläufer des Kreises 6 war der Stadtkreis IV, der anlässlich der ersten Eingemeindung von 1893 gebildet wurde und aus den ehemals selbständigen Gemeinden Oberstrass, Unterstrass und Wipkingen bestand.
Anlässlich der Revision der Stadtkreise von 1913 wurden der Stadtkreis III dreigeteilt und der Stadtkreis V zweigeteilt und die dabei entstandenen Kreise neu durchnummeriert. Der Kreis IV wurde dabei zu Kreis 6 umnummeriert.
Im Rahmen der zweiten Eingemeindung von 1934 wurde Wipkingen aus logistischen und statistischen Gründen in den neu geschaffenen Kreis 10 umgeteilt, zusammen mit dem neuen Quartier Höngg – ebenfalls eine ehemals selbständige Gemeinde. Seither bilden nur noch Oberstrass und Unterstrass zusammen den Kreis 6.

## Bevölkerungsentwicklung des Stadtkreises
Quelle:Statistik & Daten: Kreis 6